# Manuel Antonio Recabarren
Manuel Antonio Recabarren y Pardo de Figueroa Aguirre (La Serena, 1769-Santiago, 26 de octubre de 1840) fue un militar y político chileno.

## Primeros años de vida
Hijo de Francisco de Paula Recabarren y Pardo de Figueroa y de Josefa Aguirre Argandoña, dama serenense de descendencia directa del conquistador Francisco de Aguirre, por parte de su padre estaba emparentado con el V Conde de Villaseñor, José de Recabarren y Pardo de Figueroa. Tuvo tres hermanos: Francisco José, Rafaela y Luisa, esta última anfitriona de tertulias en las que se discutió el proceso independentista chileno. Estudió leyes en la Real Universidad de San Felipe.
Contrajo matrimonio con Martina Rencoret Cienfuegos, siendo su hijo Manuel Recabarren Rencoret parlamentario y ministro del interior.

## Vida pública
Una vez graduado de abogado fue elegido diputado por Coquimbo para el primer congreso nacional en 1811. Ese mismo año durante el 20 de septiembre y el 6 de octubre fue designado Vicepresidente del congreso. Fue parte del grupo patriota. Participó como militar en las campañas de independencia y después del desastre de Rancagua, el mayor Manuel Recabarren emigró a Mendoza, regresando en 1817 con el ejército de los Andes junto al general José de San Martín. Luego participó en la batalla de Chacabuco.
Alcanzada la libertad y organizada la constitución política fue nombrado intendente de Santiago. Ocupó el mismo cargo en Coquimbo (6 de agosto de 1817). El 20 de septiembre de 1818 ascendió a teniente coronel del ejército y después Coronel. Fue Intendente de Colchagua el 31 de enero de 1826. En noviembre de 1827 es nombrado Ministro de Corte Marcial. Salió elegido senador por Rere (1828-1829) y designado vicepresidente del senado el 1° de diciembre de 1828 donde intervino en los debates sobre la constitución de ese año. Se retiró del ejército y falleció en 1840. 